# 环境地震烈度表
环境地震烈度表 (ESI2007) 是一种用于测量强度的地震的基础上的对自然环境 影响的烈度表。
国际于90年代初期由国际联盟第四纪研究（联合会）开始努力开发一个新的规模，将重点放在宏观烈度地震环境的影响。最终稿是在2007年澳大利亚凯恩斯市，由联合会其十七大会批准，标准被正式称为ESI 2007。
像许多其他烈度表一样，ESI 2007使用十二度地震强度的基本结构，设计用于地震发生后实地调查中的应用。然而，在ESI 2007强度的定义是基于分布和地震所产生的环境影响大小的观察。这种方法使ESI 2007是一个独特的诊断工具，用于评估在人烟稀少和无人居住的地区，地震对人和建筑环境的影响可能不容易观察到的十-十二级地震强度水平。对于强度等级IX或更低，ESI 2007标度将被用作其他强度尺度的补充。
a）基于地震环境效应的烈度烈度定义；
B）指导方针，规模的背景和支持这样一个新的宏观尺度引入科学概念；ii）程序仅使用规模或损伤为主，综合传统尺度；III）规模如何组织；IV）诊断特点强度评估所需的描述，和成语，意思的颜色和字体。
自2007以来，规模已在该联合会的古地震和活动构造和古地震历史的框架委员会的框架应用。它现在可以在十个不同的语言使用。